# Sfinks (powieść)
Sfinks – horror autorstwa Grahama Mastertona z 1978 roku.
Młody waszyngtoński dyplomata, Gene Keiller, spotyka piękną dziewczynę Lorie – pół Francuzkę, pół Egipcjankę. Zauroczony nawiązuje znajomość, która po dwóch miesiącach zostaje uwieńczona ślubem. Podczas pierwszej nocy okazuje się, że w ciele pięknej żony kryje się bestia...